# Jussi Kanervo
Jussi Kanervo, né le 1er février 1993 à Tornio, est un athlète finlandais, spécialiste des haies.
Il remporte la médaille d'argent sur 400 m haies en battant son record personnel en 49 s 66 lors des Championnats d'Europe espoirs de 2015 à Tallinn.

## Palmarès
| Date | Compétition                   | Lieu      | Résultat | Épreuve     | Performance |
| ---- | ----------------------------- | --------- | -------- | ----------- | ----------- |
| 2012 | Championnats du monde juniors | Barcelone | 5e       | 110 m haies | 13 s 62     |
| 2015 | Championnats d'Europe espoirs | Tallinn   | 2e       | 400 m haies | 49 s 66     |

## Records
| Épreuve     | Temps   | Lieu    | Date            |
| ----------- | ------- | ------- | --------------- |
| 110 m haies | 13 s 94 | Lahti   | 25 août 2012    |
| 400 m haies | 49 s 66 | Tallinn | 12 juillet 2015 |